# Miss Grand Internacional 2017
Miss Grand Internacional 2017 fue la 5.ª edición del certamen Miss Grand Internacional, correspondiente al año 2017. La final se llevó a cabo el 25 de octubre en el Vinpearl Convention Center, ubicado en la ciudad de Gành Dầu, Vietnam. Candidatas de 77 países y territorios autónomos compitieron por el título. Al final del evento, Ariska Putri Pertiwi, Miss Grand Internacional 2016 de Indonesia, coronó a María José Lora, de Perú, como su sucesora.
La final del concurso fue transmitida en vivo por la televisora tailandesa Canal 7. Los animadores de la final fueron el actor y conductor americano-filipino Xian Lim y la modelo filipina Nicole Cordoves, quien además fue finalista de la edición anterior del concurso.

## Resultados
| Posiciones                    | Candidata |
| ----------------------------- | --- |
| Miss Grand Internacional 2017 | - Perú - María José Lora |
| Primera Finalista             | - Venezuela - Tulia Alemán |
| Segunda Finalista             | - Filipinas - Elizabeth Clenci |
| Tercera Finalista             | - Puerto Rico - Brenda Jiménez |
| Cuarta Finalista              | - República Checa - Nikola Uhlířová |
| Semifinalistas (Top 10)       | - Indonesia - Dea Rizkita § - Sudán del Sur - Eyga Mojus - Tailandia - Premika Pamela - Ucrania - Snizhana Tanchuk - Vietnam - Nguyễn Trần Huyền My |
| Cuartofinalistas (Top 20)     | - Australia - Kassandra Kashian - Brasil - Caroline Venturini - China - Xuejiao Chen - Costa Rica - Amalia Matamoros - India - Anukriti Gusain - Laos - Chinnaly Nolasing - México - Yoana Gutiérrez - Países Bajos - Kelly Van Den Dungen - Paraguay - Lia Ashmore - Rusia - Svetlana Khokhlova |

- § Votada por el público de todo el Mundo vía internet para completar el cuadro de 10 semifinalistas.

### Premios especiales
| Título                  | Candidata                       |
| ----------------------- | ------------------------------- |
| Mejor Traje Nacional    | - Indonesia - Dea Rizkita       |
| Mejor en Traje de Baño  | - Costa Rica - Amalia Matamoros |
| Mejor en Traje de Gala  | - China - Xuejiao Chen          |
| Mejor en Redes Sociales | - Paraguay - Leah Ashmore       |
| Miss Voto Popular       | - Indonesia - Dea Rizkita       |

## Candidatas
77 candidatas compitieron por el título:
(En la tabla se utiliza su nombre completo, los sobrenombres van entrecomillados y los apellidos utilizados como nombre artístico, entre paréntesis; fuera de ella se utilizan sus nombres «artísticos» o simplificados).
| País/Territorio                      | Candidata                         | Edad | Residencia              |
| ------------------------------------ | --------------------------------- | ---- | ----------------------- |
| Alemania                             | Juliane Rohlmann                  | 26   | Berlín                  |
| Argentina                            | Yoana del Carmen Don Marozzi      | 26   | Santiago del Estero     |
| Australia                            | Kassandra Kashian                 | 22   | Sídney                  |
| Bahamas                              | Rejean Bosh                       | 21   | Isla Harbour            |
| Bélgica                              | Rachel Corinne Nimegeers          | 21   | Amberes                 |
| Bielorrusia                          | Panova Marina Denisovna           | 19   | Minsk                   |
| Bolivia                              | Mariem Suárez Cuéllar             | 21   | Santa Cruz de la Sierra |
| Brasil                               | Caroline Venturini                | 22   | Tramandaí               |
| Bulgaria                             | Ralitsa Kandova                   | 21   | Sofía                   |
| Camboya                              | Khloem Sreykea                    | 18   | Nom Pen                 |
| Canadá                               | Natalie Allin                     | 24   | Kelowna                 |
| Chile                                | Nicole Andrea Ebner Blanco        | 26   | La Florida              |
| China                                | Xuejiao Chen                      | 26   | Shanghái                |
| Colombia                             | Francy Yurany Castaño Suárez †    | 23   | Santander de Quilichao  |
| Corea del Sur                        | Ha Young-Park                     | 25   | Seúl                    |
| Costa Rica                           | María Amalia Matamoros Solís      | 27   | Naranjo                 |
| Cuba                                 | Lisandra Delgado Nápoles          | 27   | La Habana               |
| Dinamarca                            | Iben Haahr Berner                 | 23   | Gudbjerg                |
| Ecuador                              | Analía Viviana Vernaza Daulón     | 23   | Quito                   |
| Egipto                               | Merna Ayman Hosny                 | 25   | El Cairo                |
| Escocia                              | Amy Meisak                        | 24   | Hamilton                |
| Eslovaquia                           | Klaudia Kurucz                    | 24   | Kráľovičove Kračany     |
| España                               | Mariana Isabel Rico Sambrano      | 17   | Málaga                  |
| Estados Unidos                       | Taylor Leigh Kessler              | 21   | Houston                 |
| Estonia                              | Susanna Lehtsalu                  | 24   | Tallin                  |
| Etiopía                              | Selamawit Teklay                  | 22   | Mekele                  |
| Filipinas                            | Elizabeth Durado Clenci           | 26   | Mandaue                 |
| Finlandia                            | Eveliina Tikka                    | 22   | Kokkola                 |
| Fiyi                                 | Nadine Roberts                    | 22   | Sídney                  |
| Francia                              | Sonia Ait Mansour                 | 24   | París                   |
| Gales                                | Nadia Suliman                     | 24   | Llanelli                |
| Guadalupe                            | Krystel Landry                    | 24   | Les Abymes              |
| Guatemala                            | Karen Alejandra Castro Mayén      | 25   | Ciudad de Guatemala     |
| Haití                                | Jennifer Alexis                   | 24   | Puerto Príncipe         |
| Hong Kong                            | Hoi Lam Law                       | 25   | Hong Kong               |
| Hungría                              | Dalma Kármán                      | 22   | Tápióbicske             |
| India                                | Anukriti Gusain                   | 22   | Lansdowne               |
| Indonesia                            | Dea Goesti Rizkita Koswara        | 24   | Bandung                 |
| Inglaterra                           | Nikuthaba Michelle «Noky» Simbani | 19   | Derby                   |
| Irlanda del Norte                    | Chloe Louise Davies               | 20   | Derry                   |
| Islas Vírgenes de los Estados Unidos | Brianna Marie Key                 | 26   | Texas                   |
| Jamaica                              | Jenaae Jackson                    | 27   | Kingston                |
| Japón                                | Erika Tsuji                       | 27   | Kioto                   |
| Laos                                 | Chinnaly Norasing                 | 18   | Sisattanak              |
| Líbano                               | Christine Houry                   | 25   | Beirut                  |
| Lituania                             | Irmina Preišegalavičiūtė          | 20   | Panevėžys               |
| Macao                                | Kayii Lei                         | 24   | Ciudad de Macao         |
| Malasia                              | Sanjeda John                      | 25   | Kota Kinabalu           |
| México                               | Yoana Gutiérrez Vázquez           | 23   | San Miguel el Alto      |
| Mongolia                             | Anujin Sugirjav                   | 20   | Ulán Bator              |
| Myanmar                              | Aye Chan Moe                      | 24   | Rangún                  |
| Nepal                                | Zeenus Lama                       | 25   | Katmandú                |
| Nicaragua                            | Martha Soledad Meza Tercero       | 25   | Estelí                  |
| Nigeria                              | Princess Omowunmi Agunbiade       | 21   | Port Harcourt           |
| Nueva Zelanda                        | Meghan Kenney                     | 22   | Auckland                |
| Países Bajos                         | Kelly Van Den Dungen              | 23   | Ámsterdam               |
| Panamá                               | Andrea María Torres Mojica        | 23   | Penonomé                |
| Paraguay                             | Lia Aymara Duarte Ashmore         | 22   | Villarrica              |
| Perú                                 | María José Lora Loayza            | 27   | Trujillo                |
| Portugal                             | Diana Sofía Santos Silva          | 21   | Oporto                  |
| Puerto Rico                          | Brenda Azaria Jiménez Hernández   | 27   | Aguadilla               |
| República Checa                      | Nikola Uhlířová                   | 19   | Baška                   |
| República Dominicana                 | Surahai Reyes Lample              | 21   | Santo Domingo           |
| Rusia                                | Svetlana Khokhlova                | 22   | Kostromá                |
| Serbia                               | Maja Smiljković                   | 24   | Niš                     |
| Sierra Leona                         | Nyallay Sia Kamara                | 23   | Freetown                |
| Sri Lanka                            | Paththage Visna Kawmini Fernando  | 26   | Negombo                 |
| Sudáfrica                            | Yajna Debideen                    | 23   | Durban                  |
| Sudán del Sur                        | Eyga Mojus                        | 26   | Yuba                    |
| Suecia                               | Maja Westlin                      | 19   | Örnsköldsvik            |
| Tailandia                            | Pam Premika Pamela Pasinetti      | 24   | Krabi                   |
| Tanzania                             | Batuli Mohamed                    | 20   | Dodoma                  |
| Tartaristán                          | Aigul Zaripova                    | 26   | Kazán                   |
| Ucrania                              | Snizhana Tanchuk                  | 26   | Leópolis                |
| Uganda                               | Priscilla Achieng                 | 24   | Tororo                  |
| Venezuela                            | Tulia Rosa María Alemán Ferrer    | 24   | Mene de Mauroa          |
| Vietnam                              | Nguyễn Trần Huyền My              | 22   | Hanói                   |

### Candidatas retiradas
- Albania - Klaudia Kalia
- Irán - Sonia Beytoushi Anvar Saleh
- Irlanda - Ashleigh Coyle
- Kosovo - Nora Muja
- Malta - Caricia Sammut
- Marruecos - Farina Raani Alhaj
- Namibia - Ruusa Angula
- Noruega - Vilde Andresen Bø
- Singapur - Crystal Lim
- Suiza - Mariela Nova
- Surinam - Shimara Nadine Jap
- Trinidad y Tobago - Melissa Aguilleira

### Candidatas reemplazadas
- Bahamas - Tiasha Lewis fue reemplazada por Rejean Bosh.
- Bolivia - Eliana Villegas Timm fue reemplazada por Mariem Suárez Cuéllar.
- Canadá - Maddison Fysh fue reemplazada por Natalie Allin.
- Cuba - Rachel Vásquez fue reemplazada por Yvette Blaess a su vez reemplazada por Lisandra Delgado Nápoles.
- Dinamarca - Natasha Helms fue reemplazada por 	Iben Haahr Berner.
- Ecuador - María José Villacís Avendaño fue reemplazada por Analía Viviana Vernaza Daulón.
- Etiopía - Hanna Abate fue reemplazada por Selamawit Teklay.
- Hungría - Noemi Pasztor fue reemplazada por Dalma Kármán.
- Myanmar - Shwe Eain Si fue reemplazada por Aye Chan Moe.
- República Dominicana - Leydi Guzmán fue reemplazada por Surahai Reyes Lample.
- Rusia - Zulfiya Valeryevna Sharafeeva fue reemplazada por Svetlana Khokhlova.
- Sierra Leona - Rubie Nenneh Timbo fue reemplazada por Nyallay Sia Kamara.

## Sobre los países en Miss Grand Internacional 2017

### Naciones debutantes
- Fiyi
- Irlanda del Norte
- Laos
- Sierra Leona
- Tartaristán

### Naciones que regresan a la competencia
Compitieron por última vez en 2013:
- Guadalupe
- Serbia

Compitieron por última vez en 2014:
- Alemania
- Argentina
- Chile
- Finlandia
- Líbano
- Tanzania

Compitieron por última vez en 2015:
- Bielorrusia
- Bulgaria
- Camboya
- Haití
- Islas Vírgenes de los Estados Unidos
- Mongolia
- Nepal
- Suecia
- Uganda

### Naciones ausentes
- Aruba
- Irak
- Italia
- Letonia
- Luxemburgo
- Malta
- Mauricio
- Moldavia
- Noruega
- Polonia
- Ruanda
- Rumania
- Singapur
- Suecia
- Surinam
- Taiwán
- Tahití
- Turquía
- Uruguay